# Cantó de Chaumont-Porcien
El cantó de Chaumont-Porcien és un cantó francès del departament de les Ardenes, situat al districte de Rethel. Té 14 municipis i el cap és Chaumont-Porcien.

## Municipis
- Chappes
- Chaumont-Porcien
- Doumely-Bégny
- Draize
- Fraillicourt
- Givron
- Montmeillant
- Remaucourt
- Renneville
- Rocquigny
- La Romagne
- Rubigny
- Saint-Jean-aux-Bois
- Vaux-lès-Rubigny

## Història
| Data d'elecció                           | Identitat      | Partit           | Qualitat |
| ---------------------------------------- | -------------- | ---------------- | -------- |
| 1945-19..                                | Jean Deligny   | Divers droite    |          |
| 19..-19..                                | M. Malherbe    | RI               |          |
| 19..-2001                                | Michel Bocahut | UDF, després DL  |          |
| 2001-                                    | Guy Camus      | RPR, després UMP |          |
| les dades anteriors no són pas conegudes |                |                  |          |
|                                          |                |                  |          |

## Demografia
| A partir de 1990: Població sense dobles comptes |